# 奧蘭治 (新罕布什爾州)
奧蘭治（英語：Orange）是一個位於美國新罕布什爾州格拉夫頓縣的鎮。

## 人口
根據2020年美國人口普查的數據，奧蘭治的面積為59.90平方千米，當中陸地面積為59.70平方千米，而水域面積為0.20平方千米。當地共有人口277人，而人口密度為每平方千米5人。